# Siruma
Siruma est une municipalité de la province de Camarines Sur, aux Philippines.